# Алешкевич, Виктор Александрович
Виктор Александрович Алешкевич (род. 13 июля 1944, город Клецк, Минская область) ― советский и российский физик, кандидат физико-математических наук (1972), доктор физико-математических наук (1985), профессор (1990). Заслуженный профессор Московского университета (2007). Лауреат премии им. М. В. Ломоносова за научную работу (1997), премии им. М. В. Ломоносова за педагогическую деятельность (2012). Награждён медалью «В память 850-летия Москвы».

## Биография
Родился Виктор Александрович Алешкевич 13 июля 1944 года в городе Клецке Минской области. В 1969 году Виктор Александрович окончил с отличием физический факультет Московского государственного университета.
В. А. Алешкевич защитил диссертации: кандидатскую диссертацию по теме «Теория тепловой самодефокусировки световых пучков в поглощающих средах» и  докторскую диссертацию по теме «Самовоздействие когерентных и частично-когерентных световых пучков в однородных средах».
В Московском государственном университете работал профессором в 1989―1991 годах, заведующим кафедрой общей физики (1991―2002) физического факультета. С 2002 года ― профессор физического факультета МГУ.
Алешкевич Виктор Александрович ― Лауреат премии им. М. В. Ломоносова за научную работу (1997), премии им. М. В. Ломоносова за педагогическую деятельность (2012). Ломоносовскую премию за научную работу (1997) В. А. Алешкевич получил в составе авторского коллектива за цикл работ «Статистика светового поля лазерного излучения и закономерности её преобразования в нелинейно-оптических процессах».
В Московском государственном университете профессор Алешкевич В. А. читает курсы: «Механика», «Молекулярная физика», «Электромагнетизм», «Оптика», «Оптика волновых пучков и импульсов».
В 1996 и 1998 годах был председателем оргкомитетов двух международных конференций «Университетское физическое образование», в 2000 году ― заместитель председателя программного комитета и председатель оргкомитета Всероссийского съезда физиков-преподавателей «Физическое образование в XXI веке».
Виктор Александрович Алешкевич подготовил 10 кандидатов наук, является автором более 160 научных работ.

## Заслуги
- Медаль «В память 850-летия Москвы»,

- Премия им. М. В. Ломоносова за научную работу (1997),

- Премия им. М. В. Ломоносова за педагогическую деятельность (2012),

- Заслуженный профессор Московского университета (2007),

- Победитель конкурсов «Лучший преподаватель Московского университета» (1996) и «Преподаватель года физического факультета» (2002, 2007).

## Области научных интересов
- Когерентная и нелинейная оптика,

- Самовоздействие лазерного излучения,

- Волоконная оптика,

- Генерация и распространение сверхкоротких световых импульсов,

- Взаимодействие излучения с поверхностью твёрдого тела,

- Разработал аналитические и численные методы для анализа поведения мощных лазерных пучков и импульсов в средах с тепловой нелинейностью и нелинейностью керровского типа.

## Членство в организациях
- член Учёного Совета МГУ (1994−1996) и факультета (1991−2002),

- 1998―2000 ― заместитель председателя Совета по физике при Министерстве общего и профессионального образования РФ,

- 1996―2002 ― Председатель Совета по общей физике университетов России,

- 1997 ― член Американской ассоциации преподавателей физики.

## Основные труды
Учебники
- «Оптика» (2010),

- «Университетский курс общей физики. Электричество и магнетизм» (2012),

- Алешкевич В. А. Электромагнетизм. — М.: Физматлит, 2014. — 404 с. — 700 экз. — ISBN 978-5-9221-1555-1.

Учебные пособия
- «Механика твёрдого тела. Лекции» (соавт., 1997),

- «Механика сплошных сред. Лекции» (соавт., 1998),

- «Колебания и волны. Лекции» (соавт., 2001),

- «Механика» (соавт., 2011).